# Самойлова, Мария Николаевна
Мария Николаевна Самойлова (12 августа 1898, Киев — 24 июня 1973, Ленинград) — советская актриса. Заслуженная артистка РСФСР (1956).

## Биография
Родилась в 1898 году в городе Киеве, Киевская губерния, Российская империя. В 1911—1917 годах училась 5-й Московской гимназии.
В 1919 окончила два курса Московского филармонического училища по классу драмы.
В 1920-е годы актриса: Балашовского народного дома (1920—1921), Военного театра 15-й Сибирской кавалерийской дивизии в Козлове (1921—1922), Ярославского театра им. Ф. Волкова (1922—1923), Тамбовского театра им. А. В. Луначарского (1923—1924), Иркутского народного дома (1924—1928), Курганского театра (1928—1929), Нижнетагильского театра (1929—1930).
В первой половине 1930-х годов актриса в театрах Магнитогорска (1930—1931), Омска (1931—1932), Новосибирского театра «Красный факел» (1932—1934).
Со второй половины 1930-х годов в театрах Ленинграда: Ленинградского театра «Драма и комедия» (1934—1935), Ленинградского Дома Красной армии им. С. М. Кирова (1935—1937), Ленинградского театра драмы и комедии (1937—1941).
В годы Великой Отечественной войны — артистка агитбригады Ленинградского фронта (1941—1942), актриса Театра Балтийского флота (1943—1945).
Награждена медалями «За оборону Ленинграда» (1943), «За доблестный труд в Великой Отечественной войне» (1946).
С 1945 года — актриса Ленинградского театра им. В. Ф. Комиссаржевской. По словам Леонида Любашевского: «Отличная характерная артистка».
Снялась в эпизодичных ролях в десятке художественных фильмов и телеспектаклей киностудии «Ленфильм».
В 1956 году удостоена звания «Заслуженная артистка РСФСР», в 1957 году награждена памятной медалью «В память 250-летия Ленинграда».
С 1971 года на пенсии. Умерла в 1973 году в Ленинграде, похоронена на Красненьком кладбище.

## Фильмография
- 1944 — Жила-была девочка — женщина в бомбоубежище (нет в титрах)
- 1958 — Шофёр поневоле — мама Пастухова
- 1959 — Небо зовёт — мать Кларка
- 1963 — День счастья — мама Берёзкина
- 1964 — Ноль три — соседка Ольги
- 1964 — Пока фронт в обороне — военный переводчик
- 1965 — Хочу верить — тетя Дуся, Евдокия Петровна, работавшая в войну санитаркой
- 1967 — Хроника пикирующего бомбардировщика — билетерша в Русском музее